# Bohumil Prošek
Bohumil Prošek (26. března 1931 Kladno – 30. srpna 2014) byl československý hráč a trenér ledního hokeje a fotbalista. V roce 2013 byl uveden do Síně slávy českého hokeje.
Jeho otec Bohumil Prošek st. byl prvoligovým fotbalistou klubů SK Kladno a SK Prostějov.

## Klubové statistiky
| Sezona     | Klub              | Soutěž     | Základní část | Základní část | Základní část | Základní část | Základní část | Play off | Play off | Play off | Play off | Play off |
| Sezona     | Klub              | Soutěž     | Z             | G             | A             | B             | TM            | Z        | G        | A        | B        | TM       |
| ---------- | ----------------- | ---------- | ------------- | ------------- | ------------- | ------------- | ------------- | -------- | -------- | -------- | -------- | -------- |
| 1951-52    | Sokol SONP Kladno | TCH        | 10            | 1             | 0             | 1             | —             | —        | —        | —        | —        | —        |
| 1952-53    | ČH Bratislava     | TCH-2      | —             | —             | —             | —             | —             | —        | —        | —        | —        | —        |
| 1953-54    | Rudá hvězda Brno  | TCH        | 15            | 7             | 5             | 12            | —             | —        | —        | —        | —        | —        |
| 1954-55    | Rudá hvězda Brno  | TCH        | 17            | 9             | 11            | 20            | —             | —        | —        | —        | —        | —        |
| 1955-56    | Rudá hvězda Brno  | TCH        | 18            | 14            | 4             | 18            | —             | —        | —        | —        | —        | —        |
| 1956-57    | Rudá hvězda Brno  | TCH        | 24            | 14            | 5             | 19            | —             | —        | —        | —        | —        | —        |
| 1957-58    | Rudá hvězda Brno  | TCH        | 20            | 9             | 6             | 15            | —             | —        | —        | —        | —        | —        |
| 1958-59    | SONP Kladno       | TCH        | 22            | 2             | 0             | 2             | —             | —        | —        | —        | —        | —        |
| 1959-60    | SONP Kladno       | TCH        | 22            | 12            | 0             | 12            | —             | —        | —        | —        | —        | —        |
| 1960-61    | SONP Kladno       | TCH        | 32            | 16            | 0             | 16            | —             | —        | —        | —        | —        | —        |
| 1961-62    | SONP Kladno       | TCH        | 32            | 9             | 0             | 9             | —             | —        | —        | —        | —        | —        |
| 1962-63    | SONP Kladno       | TCH        | 30            | 13            | 0             | 13            | —             | —        | —        | —        | —        | —        |
| 1963-64    | SONP Kladno       | TCH        | 28            | 14            | 0             | 14            | —             | —        | —        | —        | —        | —        |
| 1964-65    | SONP Kladno       | TCH        | 24            | 10            | 0             | 10            | —             | —        | —        | —        | —        | —        |
| 1965-66    | TJ Slavia Praha   | TCH-2      | —             | 12            | 0             | 12            | —             | —        | —        | —        | —        | —        |
| 1966-67    | TJ Slavia Praha   | TCH-2      | 22            | 6             | 0             | 6             | —             | —        | —        | —        | —        | —        |
| TCH celkem | TCH celkem        | TCH celkem | 294           | 130           | 31            | 161           | —             | —        | —        | —        | —        | —        |

### Reprezentační statistiky
| Rok  | Tým            | Událost | Z | G | A | B | TM |
| ---- | -------------- | ------- | - | - | - | - | -- |
| 1956 | Československo | OH      | 7 | 2 | 2 | 4 | 0  |
| 1957 | Československo | MS      | 2 | 1 | 0 | 1 | 0  |
| 1959 | Československo | MS      | 8 | 3 | 0 | 3 | 8  |
| 1961 | Československo | MS      | 7 | 4 | 1 | 5 | 0  |

## Fotbalová kariéra
Nastupoval ve 2. lize za RH Brno (1955), v sezoně 1957/58 dokonce jednou i v nejvyšší soutěži (v neděli 2. června 1957 v Brně). V tomto jediném startu se mu podařilo vstřelit ve druhém poločase vítěznou branku utkání do sítě rodného Kladna (RH Brno vyhrála 2:1) a přispět k jeho sestupu do druhé ligy, kde za Kladno v sezoně 1958/59 nastupoval po návratu z Brna.